# Bafing
Bafing är en region i Elfenbenskusten. Den ligger i distriktet Woroba, i den västra delen av landet, 300 km nordväst om huvudstaden Yamoussoukro. Antalet invånare var 262 850 vid folkräkningen 2021. Arean är 8 922 kvadratkilometer. Bafing gränsar till Kabadougou, Worodougou och Tonkpi samt till Guinea.
Bafing delas in i departementen:
- Koro
- Ouaninou
- Touba